# Nancy Tinari
Nancy Tinari, född 13 juni 1959, är en friidrottare från Kanada. Hon deltog vid olympiska sommarspelen 1988.